# Bliss (film din 2021)
Bliss (în engleză Bliss) este un film dramatic, științifico-fantastic scris și regizat de Mike Cahill. În rolurile principale au interpretat actorii  Owen Wilson și Salma Hayek..
A fost produs de studiourile Endgame Entertainment și Big Indie Pictures și a avut premiera la 5 februarie 2021, fiind distribuit de Amazon Studios. Coloana sonoră a fost compusă de Will Bates. 

## Rezumat
Un bărbat a cărui viață este dezordonată întâlnește o femeie frumoasă care încearcă să-l convingă că trăiește într-o simulare.

## Distribuție
Au interpretat actorii:
- Owen Wilson - Greg Wittle
- Salma Hayek - Isabel Clemens
- Madeline Zima - Doris
- Nesta Cooper - Emily Wittle
  - Kosah Rukavina - Emily Wittle
- Joshua Leonard - Cameron
- Jorge Lendeborg Jr. - Arthur Wittle[2]
- Ronny Chieng - Kendo[2]
- Steve Zissis - Bjorn[2]
- Bill Nye - Chris[2]